# Cytral
Cytral – organiczny związek chemiczny z grupy aldehydów, produkt utlenienia geraniolu lub nerolu z grupy niepierścienowych terpenów.
Związek ten posiada intensywny zapach przypominający cytrynę. Posiada dwa izomery geometryczne – E (inaczej trans), znany jako "cytral a" (lub geranial) i Z (inaczej cis) czyli "cytral b", zwany również neralem. W naturze występuje jako mieszanina izomerów. Pod wpływem kwasu siarkowego tworzy się z niego mieszanina cyklicznych alkoholi.

## Występowanie
Cytral jest składnikiem wielu olejków eterycznych, znajduje się w olejku cytrynowym, w olejku lemongrasowym gdzie stanowi 80% jego składu, zaś w olejku z liści tropikalnej rośliny Backhousia citriodora jego udział przekracza 90%.